# Cycnidolon obliquum
Cycnidolon obliquum là một loài bọ cánh cứng trong họ Cerambycidae.